# Albert Dupont
Albert Dupont (Estaimpuis, 25 de enero de 1884 - ?? ) fue un ciclista belga que fue profesional entre 1908 y 1914. Como tantos otros ciclistas de su época la Primera Guerra Mundial paró en seco su carrera profesional. Su principal éxito deportivo lo consiguió cuando todavía competía en categoría amateur, al ganar, el 1906 la París-Bruselas en la única edición en qué esta cursa se disputó en dos etapas.

## Palmarés
- 1906
  - 1.º en la París-Bruselas y vencedor de una etapa

### Resultados al Tour de Francia
- 1908. Abandona (4.ª etapa)
- 1909. Abandona (2.ª etapa)
- 1911. 9.º de la clasificación general
- 1912. Abandona (11.ª etapa)
- 1913. Abandona (4.ª etapa)